# فينوس وأدونيس (قصيدة شكسبير)

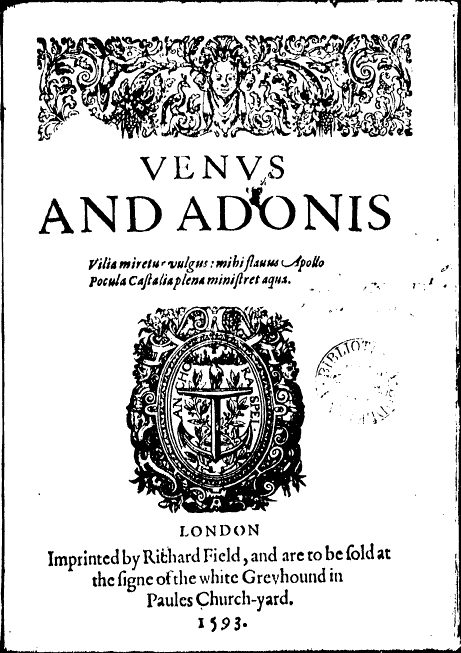
عنوان الصفحة الأولى (1593)

فينوس وأدونيس (بالإنجليزية: Venus and Adonis) أول قصيدة كتبها ويليام شكسبير، وتعد من المطولات، حيث يبلغ عدد سطورها الشعرية 1250 سطرا، من أعذب الشعر. هذا وتجدر الإشارة إلى أن أول ترجمة للغة العربية قدمها محمد عبد الوهاب حمدي، الذي استعان بصديق له هو خالد مصطفى الغفاري وذلك ليصوغها في قالب يتناسب ومكانة شكسبير، وشاعريته، وبالفعل خرج العمل يناسب العبقري شكسبير، وخاصة حين حافظا على صوره الشعرية، وبحق نستطيع أن نقول أنهما أحسنا تقديم وليام شكسبير للقارئ العربي. وقصيدة «فينوس وأدونيس» تُعد باكورة أعمال شكسبير الشعرية، المنشورة.
يُرجح أنها كُتبت في النصف الثاني من عام (1592)، وبداية (1593) والجدير بالذكر هنا أنه في عام (1592) كانت المسارح مغلقة بسبب الطاعون، الذي استمر من شهر يوليو إلى شهر ديسمبر، ولهذا يُرجح أن شكسبير استغل هذه الفترة، ليدفع بقصيدة «فينوس وأدونيس» ويتلوها في العام التالي بقصيدة «اغتصاب لوكريس» [نقلها محمد عبد الوهاب حمدي للقارئ العربي لأول مرة وصاغها صديقه خالد مصطفى الغفاري.
وقصيدة «فينوس وأدونيس» تُعد ملحمة حبٍ، وقصيدة رمزية أخلاقية، تم صياغتها على النمط الأسطوري، للشاعر العظيم «أوفيد»، ففينوس هنا ليست فقط، إلهة الجمال والحب، بل رمز العواطف الشهوانية، ورمز للحب الأبدي الذي يهزم الزمن والموت.
فنحن نرى من بداية القصيدة، سعي فينوس الدئوب، لإيقاع أدونيس في حبائلها، ونرى على الجانب الآخر، الموقف المتصلب، الرافض لأدونيس، وتمسكه بمبادئ العفة والطهر، ومخالفته لها في مفهوم الحب، وأنه ليس مجرد شهوة تُطفأ، ويقول أنه لا يكره الحب لذاته، بل يكره أسلوبها في الحب.
ومع تطور الأحداث، يتعمق مفهوم الحب عند فينوس، لنصل في النهاية معها إلى مفهوم الحب الحقيقي، الذي يسمو على الغرائز الحيوانية، ويحلق في أجواء الحب الروحاني الخالد.
وهنا يحتدم الجدال والصراع في هذه القصيدة الرمزية، الذي يناقش فيها شاعرنا الكبير مفهوم الحب في أسلوب شاعري رقيق، وصور خيالية بديعة.

## روابط خارجية
- فينوس وأدونيس على موقع الموسوعة البريطانية (الإنجليزية)
- فينوس وأدونيس على موقع الموسوعة البريطانية (الإنجليزية)